# Pappelstadion
Le Pappelstadion est un stade de football situé à Mattersburg en Autriche dont le club résident est le SV Mattersburg. Le stade dispose d'une capacité de 15 700 places.

## Histoire
Le 1er match joué par le SV Mattersburg dans le nouveau stade a lieu contre le Rapid Vienne, le 10 août 1952 devant 7 000 spectateurs (victoire 9-3 du Rapid). 

## Utilisations du stade

### Événements sportifs
Pappelstadion est l'hôte de la finale de la Coupe d'Autriche le 24 mai 2009 devant 10 200 spectateurs. Le match Admira Wacker Mödling-Austria Vienne est remporté 3-1 par Austria. 

## Événements
- Finale de la Coupe d'Autriche en 2009